# Christopher Gohl

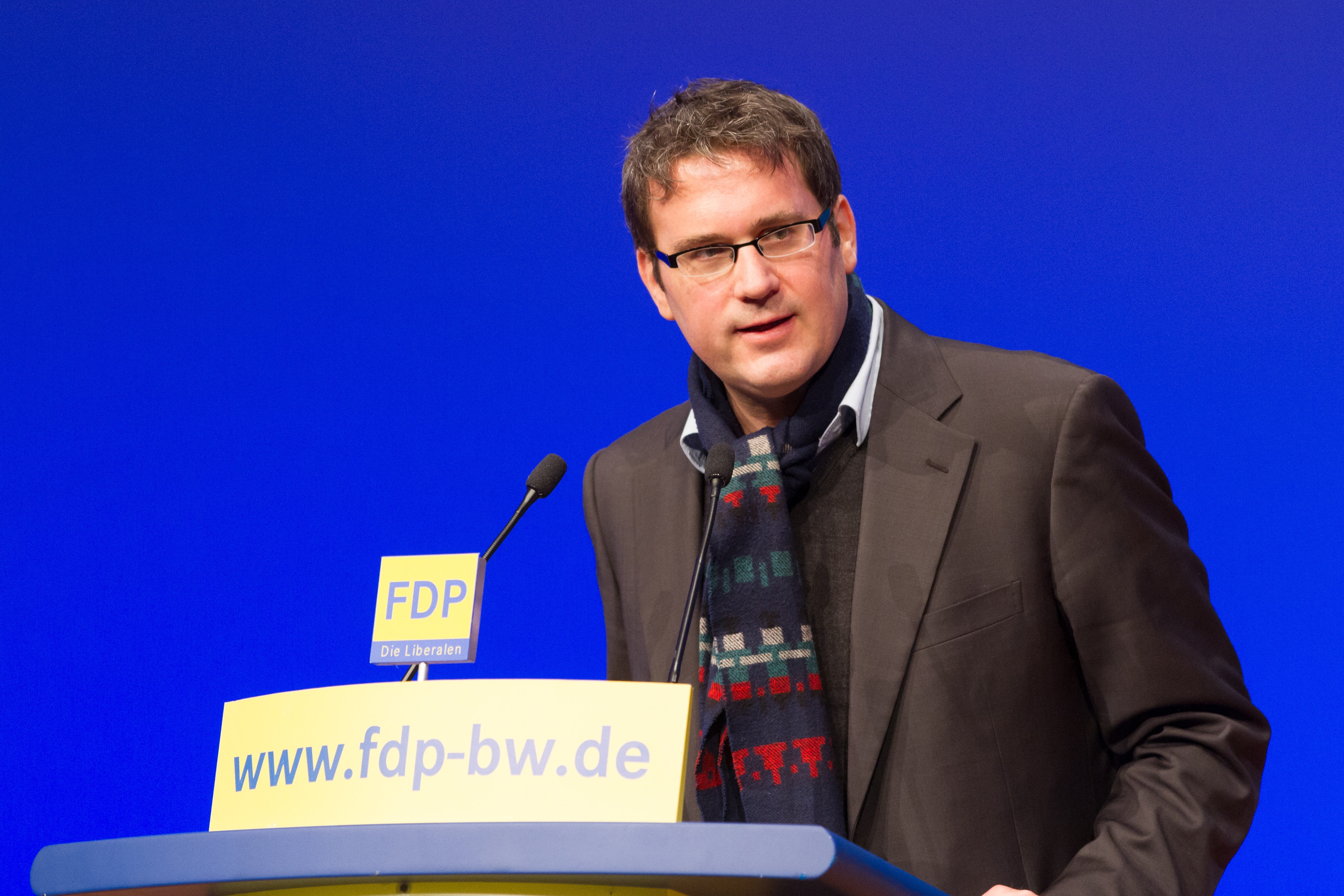
Christopher Gohl (Foto:2015)

Christopher Gohl (* 23. Mai 1974 in Stuttgart) ist ein deutscher Politikwissenschaftler und Politiker (FDP). Vom 1. Mai 2021 bis zum 26. Oktober 2021 war er Mitglied des Deutschen Bundestages.

## Leben
Gohl besuchte das Karls-Gymnasium Stuttgart sowie eine Highschool im US-amerikanischen Phoenix. Er studierte mit einem Stipendium der Friedrich-Naumann-Stiftung für die Freiheit in Tübingen sowie Washington, D.C. und machte einen Magister-Abschluss in Amerikanistik und Jüdischen Studien. 2011 promovierte er im Fachbereich „Politische Theorie“ der Universität Potsdam bei Heinz Kleger zur professionellen Gestaltung von politischen Beteiligungsverfahren. Für seine Dissertation erhielt Gohl 2012 den Stiftungspreis der Demokratie-Stiftung der Universität zu Köln.
Christopher Gohl ist ausgebildeter Mediator. Von 2005 bis 2010 arbeitete er als Projektleiter für das Regionale Dialogforum Flughafen Frankfurt, Deutschlands größter Infrastruktur-Mediation. Für das Bensheimer Unternehmen ifok organisierte er weitere Stakeholder-Dialoge, u. a. für die Initiative „Wissenschaft im Dialog“. Von 2011 bis 2012 war er Leiter der neu entstandenen Abteilung Politische Planung, Programm und Analyse im Thomas-Dehler-Haus, der Bundesgeschäftsstelle der FDP. Hier koordinierte er vor allem die Entstehung der Karlsruher Freiheitsthesen, des aktuellen Grundsatzprogramms der Partei.
Seit Juli 2012 arbeitet Gohl am neu gegründeten Weltethos-Institut an der Universität Tübingen, das in der Tradition des Weltethos-Projekts des katholischen Theologen Hans Küng steht. Gohl forscht zur Entstehung von Werten und Normen, zur Wirtschaftsethik John Deweys und zu Fragen einer lernenden Demokratie. Zudem koordiniert er den Bereich Lehre.
Christopher Gohl ist verheiratet, Vater von drei Kindern und lebt mit seiner Familie in Tübingen.

## Politik
Gohl trat 1990 in die FDP sowie die Junge Liberale ein. Von 1994 bis 1997 war er JuLi-Kreisvorsitzender in Stuttgart. 2014 übernahm er den neuen Posten des Ombudsmitglied der FDP, dessen Aufgabe die Prüfung der Behandlung, Umsetzung und Ausführung der Anträge und Beschlüsse der Bundesparteitage durch den Bundesvorstand ist. Seit 2019 leitet Gohl die Kommission Freiheit und Ethik für den FDP-Bundesvorstand. Er war an der Ausarbeitung verschiedener Programme der ALDE-Partei sowie der Liberalen Internationalen beteiligt.
Zu den Bundestagswahlen 2013 und 2017 kandidierte er jeweils im Wahlkreis Tübingen und erhielt 2,3 % (2013) beziehungsweise 7,9 % (2017) der Erststimmen. Als 13. der Landesliste Baden-Württemberg verpasste Gohl 2017 zunächst den Einzug, rückte jedoch am 1. Mai 2021 für den in den Landtag von Baden-Württemberg gewählten Christian Jung in den Deutschen Bundestag nach. Christopher Gohl war ordentliches Mitglied im Ausschuss für Verkehr und digitale Infrastruktur sowie stellvertretendes Mitglied im Ausschuss für Menschenrechte und humanitäre Hilfe, im Ausschuss für Familie, Senioren, Frauen und Jugend und im Unterausschuss Bürgerschaftliches Engagement. Nach der Bundestagswahl 2021 schied er aus dem Parlament aus.
Er ist Mitglied der liberalen Tübinger Studentenverbindung Akademische Gesellschaft Stuttgardia, des Kuratoriums der Theodor-Heuss-Stiftung sowie des Verwaltungsrats der Reinhold-Maier-Stiftung.

## Publikationen (Auswahl)

### Monographien
- Prozedurale Politik am Beispiel organisierter Dialoge. Wie politische Beteiligung professionell gestaltet werden kann – eine Grundlegung. LIT Verlag, Münster 2011. - ISBN 978-3-643-11083-1.
- Politische Mediation bei Infrastrukturprojekten. Das Beispiel des Ausbaus des Flughafens Frankfurt 1998–2008. LIT Verlag, Münster (zusammen mit Hans-Peter Meister) – ISBN 978-3-643-11637-6.
- Was bleibt von der Vergangenheit? Die junge Generation im Dialog über den Holocaust. Hrsg. zusammen mit Jörg Tremmel und Holger Friedrich für die Stiftung für die Rechte zukünftiger Generationen. Mit einem Beitrag von Roman Herzog. Berlin: Ch. Links Verlag. – ISBN 978-3-86153-192-0.

### Artikel
- John Dewey’s Economics: A Liberal Critique of Ordoliberalism. In Festl, Michael G. (Hg.) (2020): Pragmatism and Social Philosophy: Exploring a Stream of Ideas from America to Europe. Routledge Studies in American Philosophy. New York: Routledge. S. 265–286. (Zum Artikel)
- Wirtschaft als Teil der Zivilgesellschaft? Die Perspektive John Deweys in: Andreas Nix (Hrsg.) (2020): Staat und Zivilgesellschaft, Permanente Opposition oder konstruktives Wechselspiel? Reihe Staatsverständnisse, Bd. 14. Nomos, Baden-Baden. S. 119–136.
- Weltethos für Lehrerethos: Ein Lernprogramm für Weltbürger? In: Cramer, Colin; Oser, Fritz (Hg.) (2019): Ethos: Interdisziplinäre Perspektiven auf den Lehrerberuf. In Memoriam Martin Drahmann. Münster: Waxmann 2019, S. 153–168.
- Weltethos for Business: Building Shared Ground for a Better World, in: Humanistic Management Journal, Jg. 3, Nr. 2, S. 161–186.
- Systematiken demokratischer Beteiligung. In: Landeszentrale für politische Bildung Baden-Württemberg (Hrsg.) (2016): „Politische Partizipation junger Menschen“, Ausgabe 4-2016 „Der Bürger im Staat“, 66. Jahrgang. Schwabenverlag AG, S. 234–245.
- Demokratische Regierbarkeit als Herausforderung, in: Gianni D’Amato, Ireneusz Pawel Karolewski (Hrsg.) (2014): Bürgerschaft und demokratische Regierbarkeit in Deutschland und Europa. Festschrift für Heinz Kleger. German and European Studies of the Willy Brandt Center at the Wroclaw University. Nomos Verlagsgesellschaft, Baden-Baden. S. 140–183.
- Zeit in der Politik. In: Schwickert, Dominic; Novy, Leonard; Eckert, Georg (Hg.) (2013): Zwischen Macht und Ohnmacht. Facetten erfolgreicher Politik: Einsichten und Ansichten. Reihe Politik als Beruf. Berlin: Springer VS Verlag, S. 194–203.
- Bürgergesellschaft als politische Zielperspektive. In: Aus Politik und Zeitgeschichte (APuZ), (6-7, 2001), Zukunftsentwürfe junger Autoren, S. 5–11.